# Дракула: Князь пітьми
Дракула: Князь пітьми (англ. Dracula: Prince of Darkness) — англійський фільм жахів 1966 року.

## Сюжет
Брати Чарльз і Алан Кент разом зі своїми дружинами Діаною і Гелен відправляються у Карпати. Прибувши на місце вони знайомляться з батьком Шандорою. Той попереджає мандрівників, щоб вони поверталися додому, так як ця місцевість знаходиться під постійним гнітом страху і смерті. Але молоді люди не прислухаються до попередження. Доїхавши до кладовища візник відмовляється везти їх далі і залишає одних посеред густого лісу. Змирившись з тим, що ніч доведеться провести просто неба, з'являється візок без кучера. Незабаром мандрівники опиняються у замку графа Дракули. Всередині вони виявляють стіл, накритий на чотири персони. З'являється слуга на ім'я Клов і каже, що, незважаючи на те, що його пан мертвий ось уже десять років, він залишив інструкції на випадок появи гостей. Повечерявши, мандрівники розходяться по кімнатах і готуються до сну. Алан вирішує оглянути замок, але навіть не підозрює, що його чекає в темних лабіринтах і коридорах. Клов вбиває Алана і за допомогою його крові оживляє графа Дракулу. Незабаром за своїм чоловіком на той світ слідує і Гелен. Чарльз і Діана розуміють, що в замку відбувається щось дивне і вирушають на пошуки батька Шандора.

## У ролях
| Актор                 | Роль           |
| --------------------- | -------------- |
| Крістофер Лі          | граф Дракула   |
| Барбара Шеллі         | Гелен Кент     |
| Ендрю Кір             | Батько Шандор  |
| Френсіс Метьюз        | Чарльз Кент    |
| Сьюзан Фармер         | Дайана Кент    |
| Чарльз «Бад» Тінгуелл | Алан Кент      |
| Торлі Волтерс         | Людвіг         |
| Філіп Летем           | Клов           |
| Волтер Браун          | брат Марк      |
| Джордж Вудбрідж       | орендодавець   |
| Джек Ламберт          | брат Пітер     |
| Філіп Рей             | священик       |
| Джойс Хемсон          | мати           |
| Джон Максим           | водій автобуса |